# Allmogejakt
Allmogejakt är ett begrepp som ursprungligen syftade på de ofrälse jägarna, som bedrev jakt som var av väsentlig betydelse för familjens försörjning. Kronan gav sig själv under medeltiden all överrätt till jakt och den fria allmogejakten begränsades och reglerades i  jaktregale.
Begreppet allmogejakt används i nutid som kännetecknande för den svenska jakten där vem som helst har möjlighet att bli jägare. Dagens fokus på viltvård i samband med jakt var dock inte från början associerat med begreppen allmogejägare eller allmogejakt. 

## Historik (Sverige)
Allmogen ansåg tidigare att Bibeln gav dem rätt att jaga oavsett tid och plats, med undantag för söndagar och helgdagar.
Viltförvaltningen kan spåras tillbaka till landskapslagarna. I Magnus Erikssons landslag upptecknad cirka 1350 var högviltet - älg, hjort och rådjur - kungens och adelns djur. I Kristoffers landslag som kom i slutet av 1300-talet fick jordägande bönder i Dalsland, Värmland, Dalarna, Gästrikland och Hälsingeland rätt att jaga älg. Rätten att jaga älg utsträcktes senare även till övre Norrland och Finland. Även i Jämtland-Härjedalen som löd under Danmark-Norge hade de jordägande bönderna rätt att jaga älg. I slutet av 1500-talet hade det blivit vanligt att använda skjutvapen för jakt, men allmogen förbjöds att använda dem.
Under Vasakungarna på 1500- och 1600-talen blev det en tydligare uppdelning och uppstramning av de jaktliga rättigheterna. Kungen hade ensam rätt att jaga på kronans jord och adeln fick rätt att jaga högvilt (älg, hjort och rådjur) på sin egen mark. Däremot tilläts inte de jordägande bönderna att jaga högvilt (älg, hjort och rådjur) på sin egen mark, förutom i Norrland och kusten. Straffen för överträdelser var kännbara. Andra skärpningar som infördes var att "rovdjursskall", en uppmaning om att jaga rovdjur, som bönderna tidigare hanterat själva togs över av myndigheterna.
Under 1600- och 1700-talet var jakten i Sverige en dragkamp mellan privilegierade jägare - kungen och adeln - och de oprivilegierade jägarna - de jordägande bönderna. Alla andra t.ex. präster, knektar, daglönare, klockare hade inte rätt jaga. 1664 års jaktstadga innebar ytterligare begränsningar för oprivilegierade jägarna - där jakten på fågel blev olovlig, med undantag av skärgårdsborna som fick behålla rätten till sjöfågeljakt. Under 1700-talet kom vissa förändringar och moderniseringar, men processen gick långsamt. År 1702 fick allmogen rätt att bära och bruka skjutvapen för "odjurs" bekämpning. År 1767 fick invånarna i norrlandslänen rätt att jaga älg med skjutvapen och den riktiga stora förändringen kom år 1789.
Innan 1789 hade den svenska bonden - med vissa undantag i Norrland - inte rätt att jaga högdjur (älg, hjort och rådjur) på sin egen mark, utan detta var kungens och adelns privilegium. Kungen Gustav III gav den svenska bonden rätt att jaga allt vilt på sin egen mark. 1808 års jaktstadga införde nya och längre fredningstider (förutom att också bekräfta markägarnas jakträtt och därmed definitivt satte stopp för adliga jaktprivilegier).
1830 bildades Svenska jägarförbundet för att stävja den oreglerade jakten och för att rädda klövdjursbeståndet i Sverige, vilket innebar att jägarna blev landets första vilt- och naturvårdare. I 1864 års jaktstadga infördes för första gången detaljerade bestämmelser om bland annat jakttid. Den nutida formen av allmogejakt tillkom genom ny jaktlagstiftning år 1938, vilken också innebar att fångst med fällor mer eller mindre upphörde. Samma år bildades också Jägarnas Riksförbund som då fick ett statligt uppdrag att främja god jakt, viltvård och naturvård.